# Кобаяси, Норихито
Норихито Кобаяси (яп. 小林 範仁 Кобаяси Норихито, род. 4 мая 1982 года в Аките) — известный японский двоеборец, чемпион мира.
В Кубке мира Кобаяси дебютировал в 2000 году, в марте 2000 года впервые попал в десятку на этапе Кубка мира, в командных соревнованиях. Всего на сегодняшний момент имеет 20 попаданий в десятку на этапах Кубка мира, 18 в личных и 2 в командных соревнованиях. Попаданий в тройку лучших на этапах Кубка мира не имеет. Лучшим достижением в итоговом зачёте Кубка мира для Кобаяси является 13-е место в сезоне 2007-08.
Принимал участие на Олимпиаде-2002 в Солт-Лейк-Сити, где стал 17-м в спринте.
На Олимпиаде-2006 в Турине был 6-м в команде, 16-м в индивидуальной гонке и 18-м в спринте.
На Олимпиаде-2010 в Ванкувере стал 6-м в команде, кроме того занял 7-е место в соревнованиях с нормального трамплина + 10 км, и 27-е место в соревнованиях с большого трамплина + 10 км.
За свою карьеру участвовал в четырёх чемпионатах мира, выиграл золото в команде на чемпионате мира 2009 в чешском Либереце.
Использует лыжи производства фирмы Rossignol.